# Heptagenia marginalis
Heptagenia marginalis är en dagsländeart som beskrevs av Banks 1910. Heptagenia marginalis ingår i släktet Heptagenia och familjen forsdagsländor. Inga underarter finns listade i Catalogue of Life.